# Municipio de Clayton (Misuri)
El municipio de Clayton (en inglés: Clayton Township) es un municipio ubicado en el condado de San Luis en el estado estadounidense de Misuri. En el año 2010 tenía una población de 35446 habitantes y una densidad poblacional de 846,21 personas por km².

## Geografía
El municipio de Clayton se encuentra ubicado en las coordenadas 38°37′53″N 90°22′18″O / 38.63139, -90.37167. Según la Oficina del Censo de los Estados Unidos, el municipio tiene una superficie total de 41.89 km², de la cual 41.89 km² corresponden a tierra firme y (0%) 0 km² es agua.

## Demografía
Según el censo de 2010, había 35446 personas residiendo en el municipio de Clayton. La densidad de población era de 846,21 hab./km². De los 35446 habitantes, el municipio de Clayton estaba compuesto por el 83.26% blancos, el 9.78% eran afroamericanos, el 0.19% eran amerindios, el 4.43% eran asiáticos, el 0.03% eran isleños del Pacífico, el 0.46% eran de otras razas y el 1.86% pertenecían a dos o más razas. Del total de la población el 2.13% eran hispanos o latinos de cualquier raza.